# Nicolò Bulega
Nicolò Bulega, né le 16 octobre 1999 à Montecchio Emilia en Italie, est un pilote de vitesse moto italien. Il est titré champion du monde Supersport en 2023.

## Statistiques en Grand Prix

### Par saison
(Mise à jour après le  Grand Prix moto de la Communauté valencienne 2017)
| Sais  | Cat.  | Moto | Course | Vict | Pod | Pole | M.tour | Pts | Class | Titre |
| ----- | ----- | ---- | ------ | ---- | --- | ---- | ------ | --- | ----- | ----- |
| 2015  | Moto3 | KTM  | 1      | 0    | 0   | 0    | 0      | 4   | 31e   | -     |
| 2016  | Moto3 | KTM  | 18     | 0    | 2   | 1    | 2      | 129 | 7e    | -     |
| 2017  | Moto3 | KTM  | 17     | 0    | 0   | 1    | 0      | 81  | 12e   | -     |
| Total |       |      | 36     | 0    | 2   | 2    | 2      | 214 |       |       |

### Statistiques par catégorie
(Mise à jour après le  Grand Prix moto de la Communauté valencienne 2017)
| Catégorie | Année | 1er GP   | 1er Podium | 1re Victoire | Courses | Victoires | Podiums | Pole | M.tours¹ | Points | Titres |
| --------- | ----- | -------- | ---------- | ------------ | ------- | --------- | ------- | ---- | -------- | ------ | ------ |
| Moto3     | 2015- | VAL 2015 | ESP 2016   |              | 36      | 0         | 2       | 2    | 2        | 214    | 0      |
| Total     | 2015- |          |            |              | 36      | 0         | 2       | 2    | 2        | 214    | 0      |

### Résultats détaillés
(Les courses en gras indiquent une pole position; les courses en italique indiquent un meilleur tour en course)
| Année | Cat.  | Moto | 1      | 2      | 3      | 4     | 5      | 6      | 7     | 8      | 9       | 10     | 11     | 12     | 13    | 14      | 15     | 16      | 17      | 18      | Classement | Points |
| ----- | ----- | ---- | ------ | ------ | ------ | ----- | ------ | ------ | ----- | ------ | ------- | ------ | ------ | ------ | ----- | ------- | ------ | ------- | ------- | ------- | ---------- | ------ |
| 2015  | Moto3 | KTM  | QAT    | AME    | ARG    | SPA   | FRA    | ITA    | CAT   | NED    | GER     | IND    | CZE    | GBR    | RSM   | ARA     | JPN    | AUS     | MAL     | VAL 12  | 31e        | 4      |
| 2016  | Moto3 | KTM  | QAT 6  | ARG 18 | AME 10 | SPA 2 | FRA 5  | ITA 8  | CAT 5 | NED 7  | GER Ab. | AUT 9  | CZE 9  | GBR 5  | RSM 4 | ARA Ab. | JPN 3  | AUS Ab. | MAL Ab. | VAL 17  | 7e         | 129    |
| 2017  | Moto3 | KTM  | QAT 14 | ARG 16 | AME 5  | SPA 7 | FRA 17 | ITA 10 | CAT 9 | NED 10 | GER 4   | CZE 23 | AUT 11 | GBR 20 | RSM 5 | ARA 14  | JPN 12 | AUS 11  | MAL Ab. | VAL DNS | 12e        | 81     |